# الرديح
الرديح هو لعب من الألعاب الشعبية في ينبع النخل وينبع البحر وقد وصل إلى مدينة جدة، وذلك يرجع إلى انتقال عدد من أهل ينبع النخل وينبع البحر إلى جدة ثم انتقلت إلى مدينة أملج.

## طريقة الرديح
وتقوم فكرة لعبة الرديح بتكوين صفين متقابلين في كل صف شاعر أو أكثر من شاعر ممن يجيدون شعر الكسرة، حيث يتابعون المعنى بإتقان، ويتكون الصف من مجموعة من البحرية، فمنهم من يدق الزير ومنهم من يدق الدفوف ومنهم من يغني الكسرة ويسمى المغني.

## الحان الرديح
ألحان الرديح بالترتيب المعروف لأهل الرديح والتي تبدأ بلحن ليحان ومن بعده سلام ثم زمانين وثم مالك الرديح وهو آخر لحن في وقتنا الحاضر.